# Imre Gyöngyössy
Imre Gyöngyössy (Pécs, 25 de febrer de 1930 – Budapest, 1 de maig de 1994) va ser un director i guionista de cinema hongarès.
Graduat a l'Escola d'Art Dramàtic i Cinema de Budapest el 1961, el 1969 va dirigir el seu primer llargmetratge. Des de finals dels anys 70 va viure i treballar a la República Federal Alemanya. La seva obra li va portar un gran èxit internacional. La seva pel·lícula Jób lázadása (La revolta de Job, 1983), que va codirigir amb Barna Kabay, fou nominada a l'Oscar a la millor pel·lícula de parla no anglesa. Gyöngyössy va dir que intentava que la pel·lícula donés "un missatge no sols entre generacions sinó també entre nacions".
La seva dona Katalin Petényi va ser historiadora de l'art, guionista i editor, el seu fill Bence també va ser director. Va morir l'1 de maig de 1994 a Budapest, als 64 anys, el mateix dia que va morir el triple campió mundial de Fórmula 1 Ayrton Senna. És sebollit al cementiri Farkasréti de Budapest.
El 1997 se li va dedicar el documental In memoriam Gyöngyössy Imre.

## Filmografia
- 1966: Aranysárkány
- 1968: Férfi arckép
- 1969: Virágvasárnap
- 1972: Meztelen vagy
- 1974: Szarvassá vált fiúk
- 1975: Várakozók
- 1978: Havasi selyemfiú
- 1978: Két elhatározás
- 1980: Töredék az életröl
- 1981: Pusztai emberek
- 1983: Jób lázadása
- 1984: Yerma
- 1985: Add tudtára fiaidnak
- 1987: Boat People
- 1988: Cirkusz a holdon
- 1992: Fünfzig Jahre Schweigen: Deutsche in der UDSSR
- 1993: Holtak szabadsága
- 1994: Halál sekély vízben